# 錢櫃公司
錢櫃企業股份有限公司（英語：Cashbox Partyworld Co., Ltd.），簡稱錢櫃，是台灣一家连锁包廂式卡拉OKKTV娛樂場所，隸屬於年代集團。
1989年創立並快速拓展，1994年進軍中國市場並在2017年全面退出。

## 歷史
- 1989年3月，錢櫃第一家店開在台北市林森北路。由於頗受好評，錢櫃在年底拓展至五家分店。
- 1994年12月，錢櫃開始拓展境外分店，以中國大陸的重點城市作為發展對象。
- 1994年，發行自己的雜誌《錢櫃雜誌》，這本雜誌曾獲得台灣娛樂類月刊閱讀率冠軍
- 1999年，公司股票興櫃（股票代號：8359），2009年集團合併報表營收達新台幣82.53億元。
- 2007年，《錢櫃雜誌》停刊。[1]
- 2008，創辦人暨董事長劉英遭解任，易主年代集團董事長練台生，劉英另起爐灶創辦星聚點。[2]
- 2017年，經營不善，撤出中國大陸市場。[3][4]
- 2021年10月6日，墾丁壹號商場KT ONE 試營運。

## 爭議

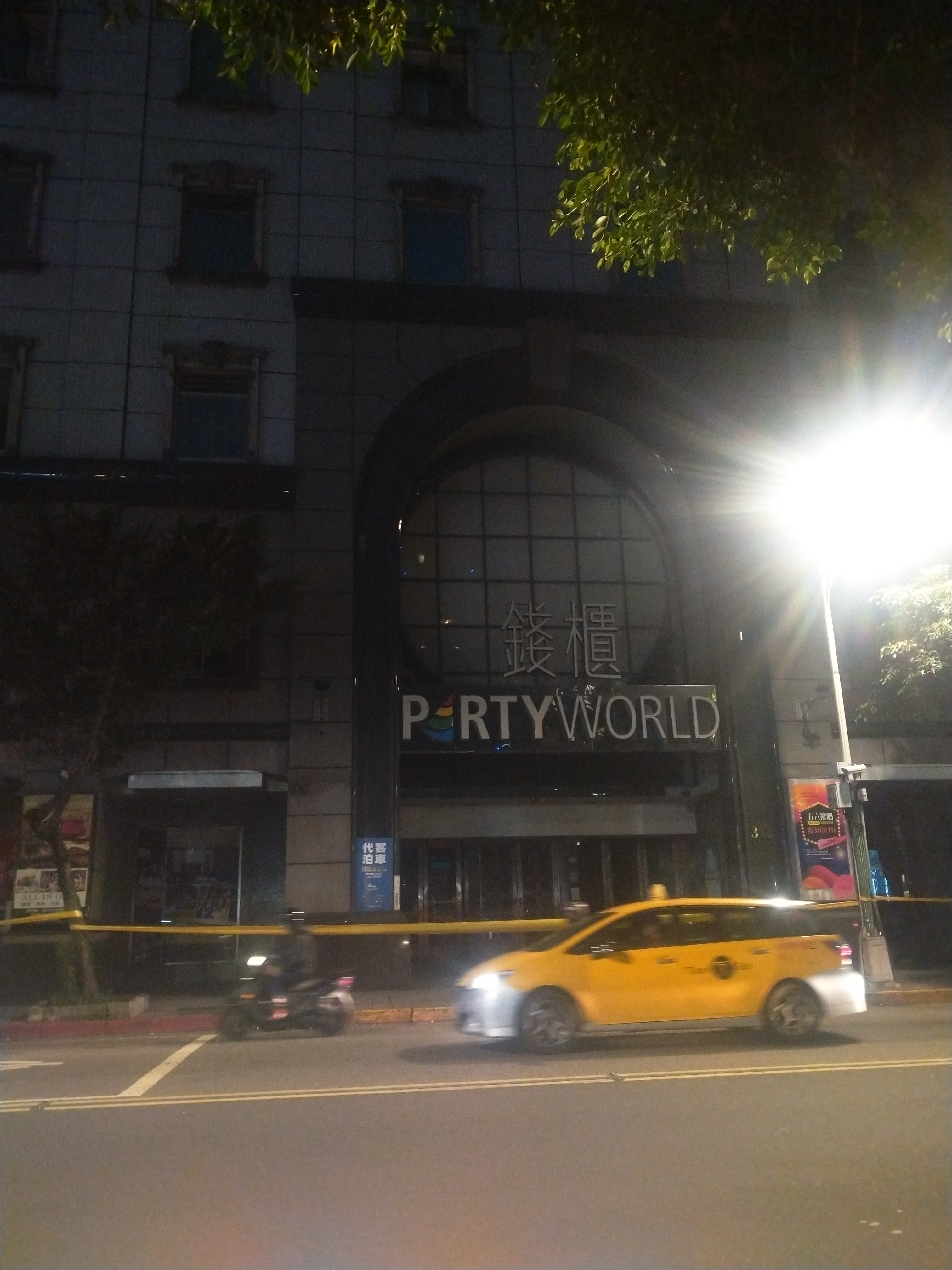
錢櫃林森店災後的大門外觀

2020年4月26日，台北林森店錢櫃大火，相關火災預警系統均被關閉，導致員工與消費者反應不及，造成6人死亡、48人輕重傷。4月27日，台北市政府稽查其位於台北市的6家分店，中華、松江和南京3家分店安檢不合格，各罰新台幣12萬元。4月28日，錢櫃公司高層與董事招開記者會致歉，但董事長練台生並未出席。宣佈中華民國國內所有門市暫停營業一周，並給予意外死者100萬元的慰問金。

## 旗下經營
- 錢櫃KTV
- 錢櫃宴會餐廳
- 錢櫃會所
- 墾丁壹號商場KT ONE ：

2016年進駐墾丁福華飯店租近7,000坪的商場空間，宣布插旗屏東墾丁，墾丁隨即遇到負面消息及中客減少影響，遊客數跌至低點，經過四年多整頓，又遇上疫情升溫停擺，試營運時間不斷延後，連帶影響當地招商意願，近期進入工程收尾階段，搭上疫情趨緩將解封KTV，除了PUB不開放。「墾丁壹號」堪稱是恆春半島首個「百貨商場」、台灣本島最南的休閒娛樂商場。除了綜合商場、百貨公司等級美食街、PUB、錢櫃KTV等，還有室內迷你雲霄飛車等遊樂場，而擁有39個包廂的錢櫃KTV，以及能容納達650人的大型PUB，更是商城內一大賣點。

## 分店
| 縣市   | 鄉鎮   | 分店         |
| ------ | ------ | ------------ |
| 臺北市 | 大安區 | 台北敦南店   |
| 臺北市 | 大安區 | 台北忠孝店   |
| 臺北市 | 中山區 | 台北松江店   |
| 臺北市 | 中山區 | 台北南京店   |
| 臺北市 | 中山區 | 台北林森店   |
| 臺北市 | 中正區 | 台北中華新館 |
| 新北市 | 板橋區 | 板橋館前店   |
| 新北市 | 永和區 | 永和樂華店   |
| 桃園市 | 桃園區 | 桃園中華店   |
| 桃園市 | 蘆竹區 | 桃園南崁店   |
| 桃園市 | 中壢區 | 中壢中央店   |
| 新竹市 | 北區   | 新竹北大店   |
| 台中市 | 中區   | 台中自由店   |
| 嘉義市 | 西區   | 嘉義仁愛店   |
| 台南市 | 中西區 | 台南西門店   |
| 高雄市 | 前金區 | 高雄中華新館 |
| 高雄市 | 三民區 | 高雄建興店   |
| 屏東縣 | 恆春鎮 | 墾丁壹號店   |

## 外部連結
- 錢櫃全球娛樂網（页面存档备份，存于）
- 錢櫃PARTYWORLD的Facebook專頁
- 錢櫃的Instagram帳戶
- YouTube上的錢櫃頻道